# Josef Brtek
Josef Brtek (* 27. května 1961 Žacléř) je český regionální historik a publicista.

## Život
Josef Brtek se narodil v českoněmecké rodině v Žacléři. Od roku 1964 do roku 2000 žil v Rotavě u Kraslic, od roku 2000 žije v Sokolově. Působil v západních Čechách jako archivář, muzejník, památkář ve státním archivu, územním odborném pracovišti Národního památkového ústavu a v několika muzeích či galeriích. Spoluzakládal Klub přátel Okresního muzea v Sokolově, jehož památkovou sekci vedl, a rovněž Klub přátel Kynšperku, či Nezávislou památkovou unii v Praze atd. Bez uvedení v tiráži redigoval Zpravodaj Klubu přátel Okresního muzea v Sokolově a pod pseudonymem Pavel Mach redigoval 1. ročník jím založeného vlastivědného časopisu Sokolovsko.[zdroj⁠?!] Od 70. let 20. století přispěl k záchraně řady písemných, hmotných i stavebních kulturních památek, zejména v regionu Sokolovska, a na území dnešního Karlovarského kraje. Je autorem několika publikací či řady (asi 500) osvětových, popularizačních i historických článků do rozličných, i odborných periodik a příspěvků do sborníků. Podílel se na přednáškové činnosti, transferech i stavebně-historických průzkumech památek, výstavách, konferencích, záchraně i akvizicích uměleckých předmětů.

## Dílo
Brtek je autorem například:
- BRTEK, Josef. Pověsti svobodného královského horního města Horního Slavkova a jeho okolí. Sokolov: OM, 1994. 88 s.
- BRTEK, Josef; PROKOP, Vladimír. Sokolov – historie a současnost. 2. vyd. Sokolov: Městský úřad Sokolov, 1999. 42 s.
- VINKLÁT, Pavel Déčko; BRTEK, Josef. Západočeské lázně. 1. vyd. Liberec: Nakladatelství 555, 2001. 153 s. (Album starých pohlednic). ISBN 80-86424-14-6.
- BRTEK, Josef; NĚMEC, Petr. Mariánské Lázně. Průvodce městem a okolím. 2. vyd. Cheb: IRPEN, 2009. 186 s.